# Marble Peak (Antarktika)
Der Marble Peak (englisch für Marmorspitze) ist ein Berg am Südrand des Ross-Schelfeises. An der Amundsen-Küste ragt er 3 km südöstlich des O’Brien Peak auf halbem Weg zwischen dem Amundsen- und dem Scott-Gletscher auf.
Der United States Geological Survey kartierte ihn anhand eigener Vermessungen und Luftaufnahmen der United States Navy aus den Jahren von 1960 bis 1964. Die Benennung erfolgte durch Teilnehmer einer von 1969 bis 1970 durchgeführten Kampagne im Rahmen der New Zealand Geological Survey Antarctic Expedition. Namensgebend ist die Bänderung aus hellem Marmorgestein am Gipfel des Bergs.